# Frederik Willem van Mecklenburg-Schwerin (1871-1897)

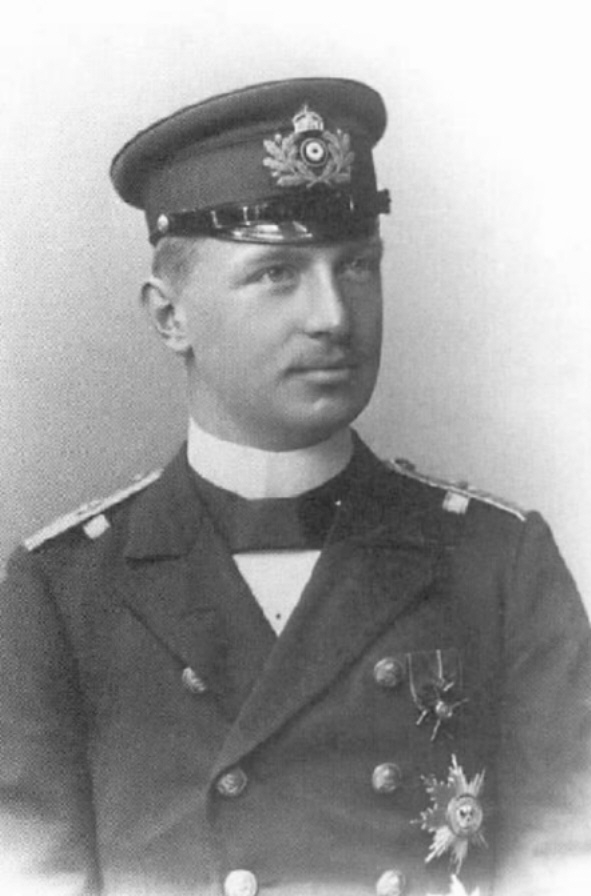
Frederik Willem van Mecklenburg-Schwerin

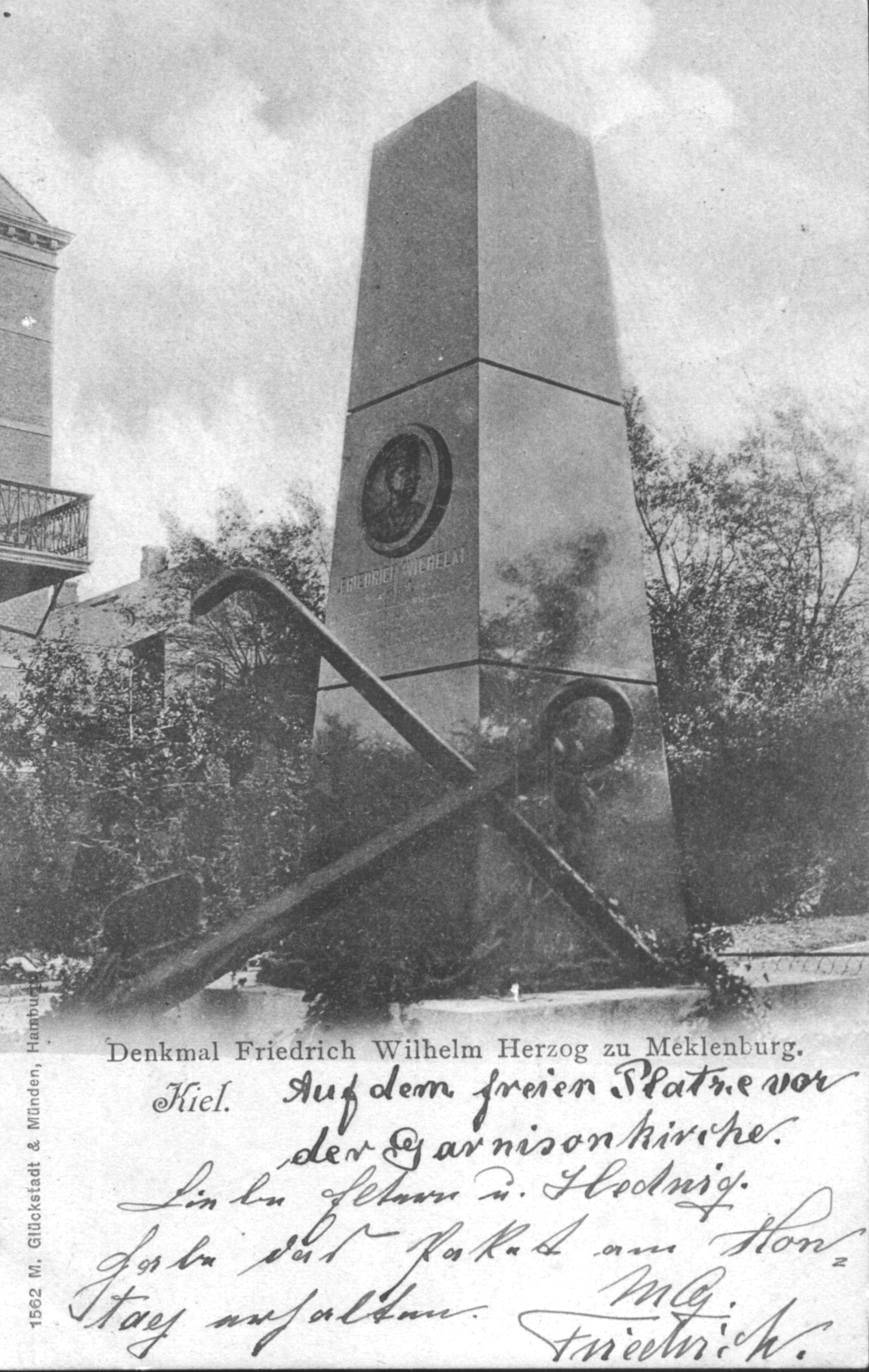
Gedenkteken voor Frederik Willem in Kiel

Frederik Willem Adolf Günther van Mecklenburg-Schwerin (Schwerin, 5 april 1871 - Cuxhaven, 22 september 1897) was een hertog van Mecklenburg-Schwerin. 
Hij was het tweede kind en de oudste zoon van Frederik Frans II van Mecklenburg-Schwerin uit diens derde huwelijk met Marie van Schwarzburg-Rudolstadt. Hij had oudere halfbroers en -zussen en hij was een oudere broer van de Nederlandse prins-gemaal Hendrik. 
Hij bezocht het gymnasium in Dresden en nam daarna dienst in de Keizerlijke Marine. Hij voerde als luitenant-ter-zee het commando over een torpedoboot, de S.26, waarmee hij in 1897 op de rede van Cuxhaven kapseisde. Alle zeven bemanningsleden, onder wie Frederik Willem, kwamen om het leven.
In Kiel werd een gedenkteken opgericht ter nagedachtenis aan de jong-overleden hertog. In Schwerin vernoemde Frederik Willems vader al in 1880 een plein - de onvoltooide Reppiner Burg - naar zijn zoon. De bijnaam van deze burcht is sindsdien een onvoltooide burcht, voor een onvoltooid leven.